# Konstantinovy Lázně (železniční zastávka)
Konstantinovy Lázně jsou železniční zastávka, která se nachází v katastrálním území obce Konstantinovy Lázně v Nádražní ulici. Stojí na trati Bezdružice–Pňovany. Zastávku obsluhují osobní vlaky z Bezdružic, Pňovan a Plzně. Od pondělí do čtvrtka je ve stanici otevřena vnitrostátní pokladna. Přes nástupiště vede žlutě značená turistická trasa k rozcestníku u autobusové zastávky před výpravní budovou, odkud jsou vypravovány spoje do Plzně, Stříbra, Bezdružic a Plané, či druhým směrem k chatovému táboru. V blízkosti stanice se nachází park, ve kterém stojí lázeňské domy Mír, Jirásek, Palacký a Purkyně.